# Magdalena Radulescu
Magdalena Radulescu fue una pintora rumana. Nació en 1902 en Valcea, estudió en la Academia de Artes Plásticas de Múnich (Alemania) y Grande Chaumiere de París; y después de haber viajado y trabajado en diferentes países (entre otros, España), murió en el hotel Alma de París en 1983.
Muy influida por los iconos ortodoxos y por el impresionismo quizá sus obras más importantes sean: “Mujer Egipcia” y “Eminé”.
Su obra puede ser apreciada en el museo nacional de arte de Bucarest y en el museo Zambaccian, también en otros museos de Rumanía como el de arte de Constanta y el de Drobeta Turnu Severin, existen otras colecciones en Francia.
La mayor parte de su obra española se destruyó en la Segunda Guerra Mundial.

## Fuente
- http://www.yareah.com/magazine/index.php/issue-11-numero-11/115-11-arts-arte/500-magdalena-radulescu-otra-pintora-desconocida Archivado el 23 de mayo de 2010 en Wayback Machine.

- Datos: Q3276681
- Multimedia: Magdalena Rădulescu / Q3276681